# Elitserien i bandy för damer 2018/2019
Elitserien 2018/2019 var Sveriges högsta division i bandy för damer säsongen 2018/2019. Västerås SK blev svenska mästarinnor efter att ha besegrat Skutskärs IF med 5–3 efter straffar i finalen den 23 mars 2019.

## Klubbar
| Klubb              | Hemort    | Hemmaplan                   |
| ------------------ | --------- | --------------------------- |
| AIK                | Solna     | Bergshamra IP               |
| Sandvikens AIK     | Sandviken | Göransson Arena*            |
| Skirö AIK          | Vetlanda  | Hydro Arena*                |
| Skutskärs IF       | Skutskär  | Skutskärs IP                |
| Söråkers IF        | Timrå     | Söråkers IP                 |
| Villa Lidköping BK | Lidköping | Sparbanken Lidköping Arena* |
| Västerås SK        | Västerås  | ABB Arena Syd*              |

* – inomhus (bandyhall)